# ZFYVE20
ZFYVE20‏ (Rabenosyn-5) هوَ بروتين يُشَفر بواسطة جين ZFYVE20 في الإنسان.